# Martín Távara
Gerald Martín Távara Mogollón (Sullana, Perú, 25 de marzo de 1999) es un futbolista peruano. Juega como mediocentro y su equipo actual es Sporting Cristal de la Liga 1 del Perú. Es internacional absoluto con la Selección Peruana de Fútbol desde 2021.

## Trayectoria
A los 15 años, Távara se unió a las categorías juveniles de Cristal, que lo acogió en sus instalaciones deportivas y se encargó de potenciar su proceso de formación. Con la camiseta celeste, compitió en Copa Federación y Torneo de Reservas para luego dar el salto al plantel profesional.
En 2014, Távara fue considerado por la FIFA como el “prodigio del fútbol peruano”, tras su gran participación en los Juegos Olímpicos de la Juventud de Nankín.
En el 2015 fue elegido como el mejor jugador de la Copa Federación.

### Sporting Cristal
Debutó profesionalmente con Cristal el domingo 30 de octubre de 2016 con 17 años. En el partido jugado ante Real Garcilaso en Cusco, correspondiente a la fecha 10 de las Liguillas de la Copa Movistar 2016.

### Univ. Técnica de Cajamarca
Tras no tener continuidad con Sporting Cristal fue prestado al UTC de Cajamarca en marzo hasta lo que restaba de año antes de que cierre el libro de pases con el fin de que gane experiencia y madurez, debutó ante Juan Aurich logrando una asistencia, su segundo partido fue ante Alianza Lima en un empate de 1-1.

### Sporting Cristal
Retorna del préstamo en agosto, sin embargo aun no tiene la continuidad en el primer equipo, disputa el Torneo de Promoción y Reserva. En el 2017 solo jugó 3 partidos con el primer equipo celeste. El 2018 comienza igual para el jugador celeste y al no tener espacio en el primer equipo es cedido nuevamente.

### Sport Rosario
Es cedido al Sport Rosario por todo el Torneo Clausura de la temporada 2018. El 27 de octubre logra anotar su primer gol oficial en Primera División en la derrota 2-3 ante Ayacucho F. C. en el Estadio Rosas Pampa anota el transitorio 1-1.

### Sporting Cristal
El 2019 regresa nuevamente a vestir de celeste y logra consolidarse en el primer equipo donde anota 8 goles durante la temporada. El 10 de abril hace su debut en Copa Libertadores al ingresar al minuto 78 en el triunfo rimense por 2-0 sobre Universidad de Concepción, llegó a jugar en 4 partidos más de torneos internacionales.

## Selección nacional

### Selecciones menores
Con 15 años participó con la Selección Sub-15, dirigida por JJ Oré, en los Juegos Olímpicos de la Juventud 2014. Martín Távara cerró una excelente campaña pues anotó un gol, espectacular, para coronar a la Selección Sub-15, Campeón Olímpico de la Juventud en Nankín, China.
- Debutó a los 17 años con Sporting Cristal
- Integrante de la Selección Peruana Sub-17 y Sub-20
- Oro Juegos Olímpicos de la Juventud Beijing 2014
- Mejor Jugador Copa Federación 2015

| Competencia                | Sede     | Resultado    | Part. | Goles |
| -------------------------- | -------- | ------------ | ----- | ----- |
| Juegos de la Juventud 2014 | Nankín   | 1.º lugar    | 4     | 1     |
| Sudamericano Sub-17        | Paraguay | Primera fase | 4     | 0     |
| Sudamericano Sub-20        | Ecuador  | Primera fase | 3     | 0     |
| Sudamericano Sub-20        | Chile    | Primera fase | 4     | 0     |

### Selección mayor
Fue convocado por Ricardo Gareca para afrontar las fechas 7 y 8 de las eliminatorias rumbo a Catar 2022.
También fue convocado para la Copa América Brasil 2021, donde debutó con el anfitrión, reemplazando a Yoshimar Yotun.

### Participaciones en Copa América
| Torneo            | Sede   | Resultado    | Partidos | Goles | Asist. |
| ----------------- | ------ | ------------ | -------- | ----- | ------ |
| Copa América 2021 | Brasil | Cuarto lugar | 2        | 0     | 2      |

### Partidos con la selección mayor de Perú
| Partidos internacionales | Partidos internacionales | Partidos internacionales | Partidos internacionales | Partidos internacionales | Partidos internacionales | Partidos internacionales |
| N.º                      | Fecha                    | Ciudad                   | Local                    | Resultado                | Visitante                | Competición              |
| ------------------------ | ------------------------ | ------------------------ | ------------------------ | ------------------------ | ------------------------ | ------------------------ |
| 1                        | 17-06-2021               | Río de Janeiro           | Brasil                   | 4:0                      | Perú                     | Copa América 2021        |
| 2                        | 05-07-2021               | Río de Janeiro           | Brasil                   | 1:0                      | Perú                     | Copa América 2021        |
| 3                        | 22-03-2024               | Lima                     | Perú                     | 2:0                      | Nicaragua                | Amistoso                 |
| 4                        | 26-03-2024               | Lima                     | Perú                     | 4:1                      | República Dominicana     | Amistoso                 |

## Estadísticas

### Clubes
Actualizado al último partido disputado el 4 de agosto de 2024
| Club | Div.          | Temporada     | Liga  | Liga  | Copas nacionales(1) | Copas nacionales(1) | Copas internacionales(2) | Copas internacionales(2) | Total | Total |
| Club | Div.          | Temporada     | Part. | Goles | Part.               | Goles               | Part.                    | Goles                    | Part. | Goles |
| --- | ------------- | ------------- | ----- | ----- | ------------------- | ------------------- | ------------------------ | ------------------------ | ----- | ----- |
| Sporting Cristal · Perú                                                                                              | 1.ª           | 2016          | 3     | 0     | —                   | —                   | —                        | —                        | 3     | 0     |
| Sporting Cristal · Perú                                                                                              | 1.ª           | 2017          | 3     | 0     | —                   | —                   | —                        | —                        | 3     | 0     |
| Sporting Cristal · Perú                                                                                              | 1.ª           | 2018          | 2     | 0     | —                   | —                   | —                        | —                        | 2     | 0     |
| UTC de Cajamarca · Perú                                                                                              | 1.ª           | 2017          | 2     | 0     | —                   | —                   | —                        | —                        | 2     | 0     |
| UTC de Cajamarca · Perú                                                                                              | Total club    | Total club    | 2     | 0     | 0                   | 0                   | 0                        | 0                        | 2     | 0     |
| Sport Rosario · Perú                                                                                                 | 1.ª           | 2018          | 10    | 1     | —                   | —                   | —                        | —                        | 10    | 1     |
| Sport Rosario · Perú                                                                                                 | Total club    | Total club    | 10    | 1     | 0                   | 0                   | 0                        | 0                        | 10    | 1     |
| Sporting Cristal · Perú                                                                                              | 1.ª           | 2019          | 27    | 6     | 5                   | 3                   | 5                        | 0                        | 37    | 9     |
| Sporting Cristal · Perú                                                                                              | 1.ª           | 2020          | 28    | 2     | —                   | —                   | 2                        | 0                        | 30    | 2     |
| Sporting Cristal · Perú                                                                                              | 1.ª           | 2021          | 14    | 3     | 1                   | 0                   | 9                        | 1                        | 24    | 4     |
| Sporting Cristal · Perú                                                                                              | 1.ª           | 2022          | 30    | 4     | —                   | —                   | 3                        | 0                        | 33    | 4     |
| Sporting Cristal · Perú                                                                                              | 1.ª           | 2023          | 33    | 3     | —                   | —                   | 10                       | 0                        | 43    | 3     |
| Sporting Cristal · Perú                                                                                              | 1.ª           | 2024          | 32    | 2     | —                   | —                   | 2                        | 0                        | 34    | 2     |
| Sporting Cristal · Perú                                                                                              | 1.ª           | 2025          |       |       | —                   | —                   |                          |                          |       |       |
| Sporting Cristal · Perú                                                                                              | Total club    | Total club    | 161   | 20    | 6                   | 3                   | 31                       | 1                        | 201   | 24    |
| Total carrera | Total carrera | Total carrera | 173   | 21    | 6                   | 3                   | 31                       | 1                        | 210   | 25    |
| (1) Incluye datos de la Copa Bicentenario. (2) Incluye datos de la Copa Libertadores de América y Copa Sudamericana. |               |               |       |       |                     |                     |                          |                          |       |       |

## Palmarés

### Campeonatos nacionales
| Título                    | Club             | País | Año  |
| ------------------------- | ---------------- | ---- | ---- |
| Primera División del Perú | Sporting Cristal | Perú | 2016 |
| Torneo de Verano          | Sporting Cristal | Perú | 2018 |
| Primera División del Perú | Sporting Cristal | Perú | 2020 |
| Torneo Apertura           | Sporting Cristal | Perú | 2021 |
| Copa Bicentenario         | Sporting Cristal | Perú | 2021 |

### Campeonatos internacionales
| Título                          | Equipo      | País   | Año  |
| ------------------------------- | ----------- | ------ | ---- |
| Juegos Olímpicos de la Juventud | Perú Sub-15 | Nankín | 2014 |

### Distinciones individuales
| Distinción                                                                                 | Año  |
| ------------------------------------------------------------------------------------------ | ---- |
| Nominado a mejor jugador revelación del año en el Campeonato Descentralizado según la ADFP | 2018 |
| Preseleccionado como mediocampista en el mejor once de la Liga 1 según la SAFAP            | 2019 |
| Jugador revelación de la Liga 1                                                            | 2019 |
| Mejor once de la Liga 1 según la SAFAP                                                     | 2020 |
| Once ideal de la Liga 1                                                                    | 2020 |
| Preseleccionado como volante en el mejor once de la Liga 1 según la SAFAP                  | 2021 |